# Magnia Urbica

Magnia Urbica est l'épouse de l'empereur Carin qui règne comme César puis Auguste de 282 à 285. Absente des sources écrites antiques, elle n'est connue que par quelques inscriptions honorifiques et des monnaies. On ignore son destin après l'assassinat de son époux en 285.

## Biographie
Les historiens ignorent pratiquement tout sur sa vie. Magnia Urbica est connue par des émissions monétaires et des inscriptions. Des antoniniens ont été émis en son honneur par l'atelier de Ticinum (actuellement Pavie en Italie du nord), avec les légendes qui l'associent à la déesse Vénus (VENVS VICTRIX et VENVS CELEST). Ces monnaies et d'autres émises à Rome sont interprétées par les numismates Karl Pink et Daniel Gricourt comme marquant la célébration du mariage de Carin et de Magnia Urbica durant l'été 283, à Ticinum ou à Rome selon Pink ou à Ticinum selon Gricourt. Critiquant la chronologie de Pink, Sylviane Estiot date ce mariage courant 284, peut-être à l'été 284.

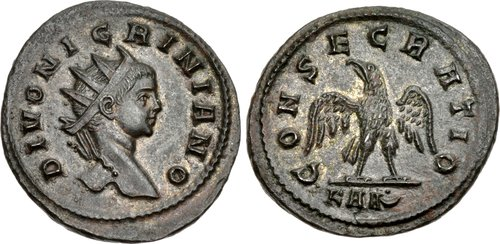
Monnaie de consécration de Nigrianus.

Une inscription honorifique de Timgad témoigne des titres d'augusta et de mater castrorum (mère des camps) qui lui ont été conférés par son mari. Une autre inscription, fragmentaire, a été trouvée à Rome. 
Le couple a un fils, Nigrinianus, mort en bas âge et divinisé, avec dédicace de statue érigée à Rome et émission de monnaies commémorant sa consécration.